# Готторпське питання
Готто́рпське пита́ння (рос. Готторпский вопрос, англ. Gottorp question), або пита́ння Готто́рпської спа́дщини — у 1581—1773 роках територіальна суперечка між Данським королівством (Ольденбургами) і Гольштейнським герцогством (Гольштейн-Готторпами) про приналежність частини Шлезвіга-Гольштейна. 1544 року ця частина була розділена на три: Седербогську (відійшла Данії), Готторпську (відійшла Гольштейну) і Хадерслевську землі. Конфлікт між Данією і Гольштейном почався після розділу між ними в 1581 році Хадерслевської землі. Боротьба загострилася у 2-й половині XVII ст. і в часи Північної війни (1700—1721). У протистоянні з Данією Гольштейн-Готторпські герцоги спиралися на Священну Римську імперію, до складу якої входило їхнє герцогство. Коли на початку 1762 року герцог Карл-Петер-Ульріх став російським імператором (Петром ІІІ), до суперечки приєдналася Російська імперія і ситуація склалася загрозливою для Данії. Втім Катерина ІІ, яка захопила російський трон, уклала із данцями в 1767 році обопільно-вигідний Копенгагенський договір про союз і обмін землями. Цей договір був підтверджений Царськосільським трактатом 1773 року. За умовами договору і трактату російський престолонаслідник Павло (майбутній Павло І), який водночас був герцогом Гольштейнським, віддавав Данії свої права на готторпський спадок в обмін на Ольденбурзьке і Дельменгорстське графства у Північній Німеччині, сплату данцями гольштейнських боргів і торгові преференції для російських купців в Данії. Внаслідок цього весь Шлезвіг-Гольштейн опинився у володінні Данської Корони до 1866 року.

## Історія

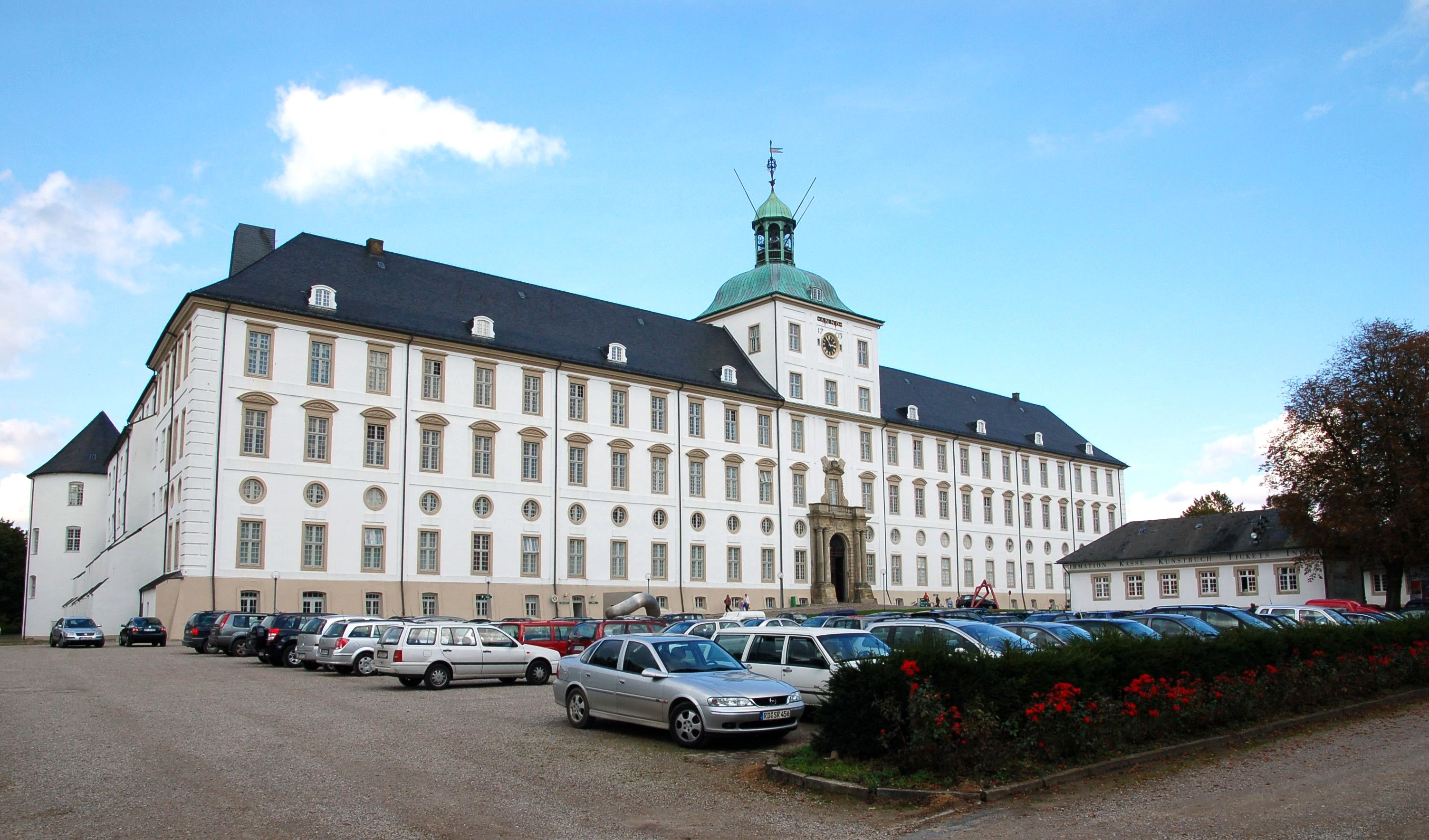
Замок Готторп

Питання виникло 1544 року, коли Шлезвіг-Гольштейн було розділено на 3 частини:
- Седерборзьку, що відійшла до Данії;
- Готторпську, якою керували герцоги з династії Гольштейн-Готторпів;
- Хадерслевську.

Конфлікт між Данією та Готторпами через так звану «готторпську спадщину» почався після розподілу між ними 1581 року Хадерслевської частини. Боротьба особливо загострювалась у 2-й половині XVII століття й під час Північної війни 1700—1721 років. У боротьбі з Данією готторпські герцоги опирались на підтримку Священної Римської імперії, підданими якої були.

### Берлінська конференція 1762
Після того, як гольштейн-готторпський герцог Карл Петер Ульріх став 1762 року російським імператором Петром III, ситуація для Данії стала загрозливою. Імператор відправив Каспара фон Зальдерна, представника Гольштейну, разом із Йоганном Корфом, російським послом в Данії, для участі в Берлінській конференції, на якій мусила вирішуватися територіальна суперечка.
8 (19) липня 1762  року відбулося перше й останнє засідання конференції.  Петра ІІІ скинула з престолу його дружина, Катерина ІІ, яка не поспішала вирішувати гольштейнське питання. Зальдерна викликали назад до Росії, куди він прибув в листопаді 1763 року.

### Копенгагенська угода 1767
На початку 1766 року російська імператриця Катерина ІІ делегувала своїх представників для переговорів із Данією — Каспара фон Зальдерна, представника Гольштейну, і генерал-майора Михайла Філософова, представника Росії. Від грудня 1766 року по 22 грудня 1767 року, вони вели переговори із представниками данського уряду в Копенгагені.
22 листопада 1767 року учасники переговорів підписали попередній трактат, датований заднім числом — 11 (22) квітня 1767 року, який вирішував територіарльний спір. За умовами угоди, Росія поступалася гольштейнськими володіннями на користь Данії в обмін на Ольденбурзьке і Дельменгорстське графства. При цьому Данія брала на себе зобов'язання сплатити великі борги Гольштейнського правлячого дому і надавала тороговельні преференції російським купцям у данських водах. Договір набував чинності після того, як російський царевич і гольштейнський герцог Павло Петрович (майбутній імператор Павло І) досягне повноліття і підпише його.

### Царськосільський трактат 1773
Копенгагенська угода була підтверджена Царськосільським трактатом (дан. Traktaten i Zarskoje Selo, російська Царскосельский договор; також називається Mageskiftetraktakten) від 21 травня (1 червня) 1773  року, який цілковито врегулював «готторпське питання».
Відповідно до укладеного трактату, спадкоємець російського престолу Павло, який був одночасно гольштейн-готторпським герцогом, відмовлявся на користь Данії від готторпської спадщини в обмін на Ольденбурзьке та Дельменгорстське графства у Північній Німеччині, правителем яких став Фрідріх-Август І. В результаті такого рішення весь Шлезвіг-Гольштейн увійшов до складу Данії.
Російський уряд відправив Каспара фон Зальдерна закордон, до спірних територій, де він провів обмін володіннями, зазначеними у трактаті. 5 (16) листопада 1773 року він працював у Кілі й 29 листопада (10 грудня) — в Ольденбурзі.
3 (14) грудня 1773  Зальдерн передав Ольденбурзьке і Дельменгорстське графства князю-єпископу Любекському Фрідріху-Августу І, дядькові Павла.